# Museu Provincial de Jilin
El Museu Provincial de Jilin (xinès simplificat: 吉林省博物院, pinyin: Jílín shěng bówùyuàn) és un museu nacional de primer grau de Changchun, província de Jilin, Xina, dedicat a la història i l'art. És una unitat subordinada del Departament de Cultura i Turisme de la província de Jilin.

## Història
El Museu Provincial de Jilin es va fundar el 1951 i es va obrir formalment a la ciutat de Jilin el 1952. El 1954, la seu del govern provincial es va traslladar a Changchun i el Museu Provincial de Jilin s'hi traslladà. Després de nou anys de construcció, el museu es va traslladar a la seua ubicació actual a la Yongshun lu, al districte de Nanguan, el 2016.

## Col·lecció
Al museu hi ha diverses exposicions permanents, temporals, i digitals.
Els artefactes dels regnes de Koguryö i Balhae, així com de les dinasties Khitan Liao i Jurchen, constitueixen una gran part de la col·lecció del museu. A més, el museu compta amb un gran nombre d'obres d'art cal·ligràfic de diversos períodes històrics, inclosa l'època moderna, i relíquies culturals de l'exèrcit unit nord-japonès del nord-est.
Algunes de les obres d'art del museu inclouen:
- Dos rotllos pintats pel poeta de dinastia Song del Nord, Su Shi.
- Pintura de cent flors, del pintor de la dinastia Song del sud, Yang Jieyu.[7]
- Wenji torna a Han, del pintor de la dinastia Jurchen, Jin Zhangyu.
- Les nou cançons de Lin Li Gonglin, del pintor de la dinastia Yuan, Zhang Wo.

Alguns dels artefactes dels museus inclouen:
- El Bing Wu Shen Gou, un ganxo de bronze de Buyeo.[5]
- Espills de bronze amb escriptura Khitan.[5]
- Una pagoda Khitan pintada i tallada amb pedra.
- Murals de les tombes de Khitan Kulun.[5]

## Galeria
Artefactes

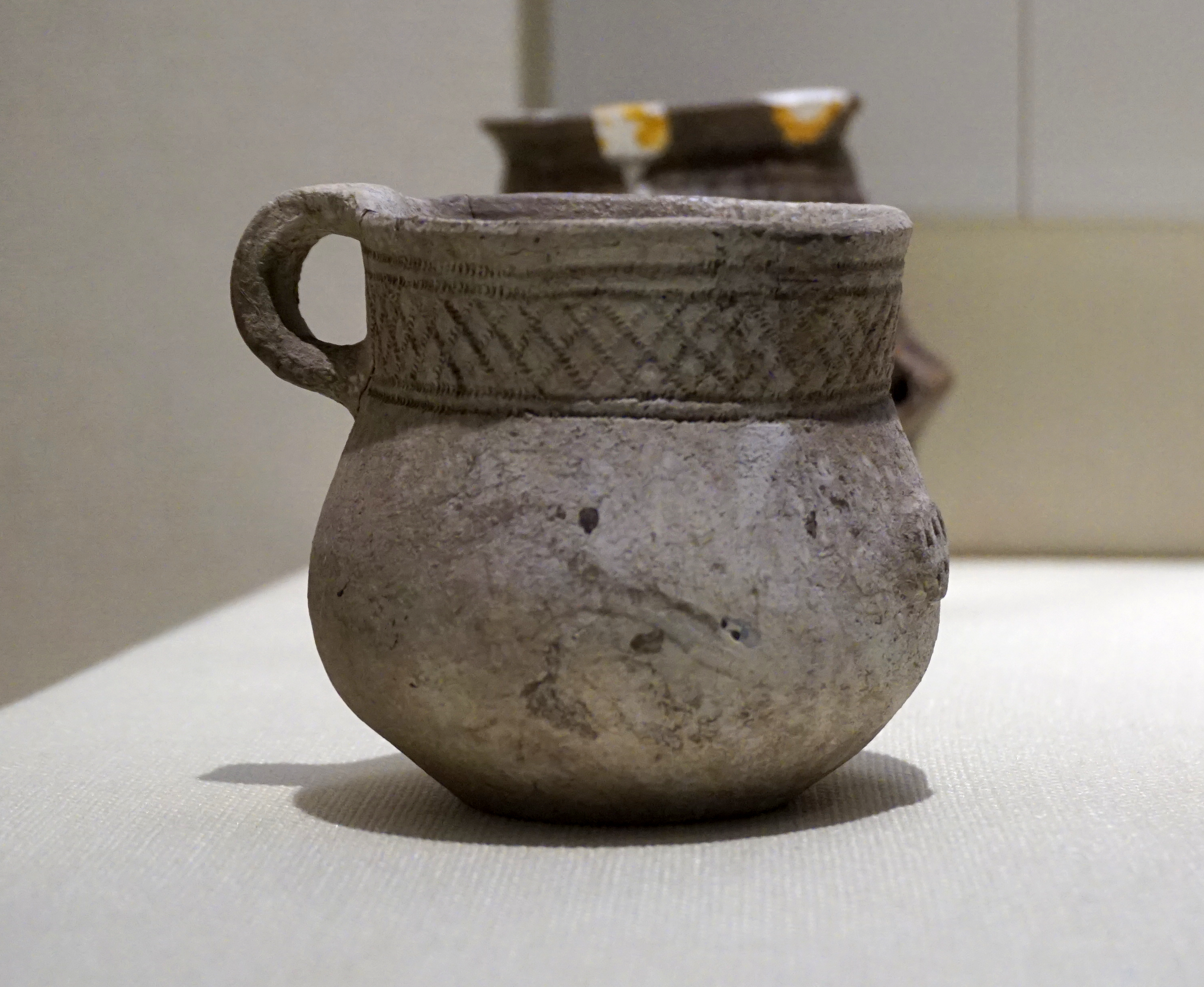
Copa ceràmica de l'edat de bronze amb mànec de Da'anhanshu.
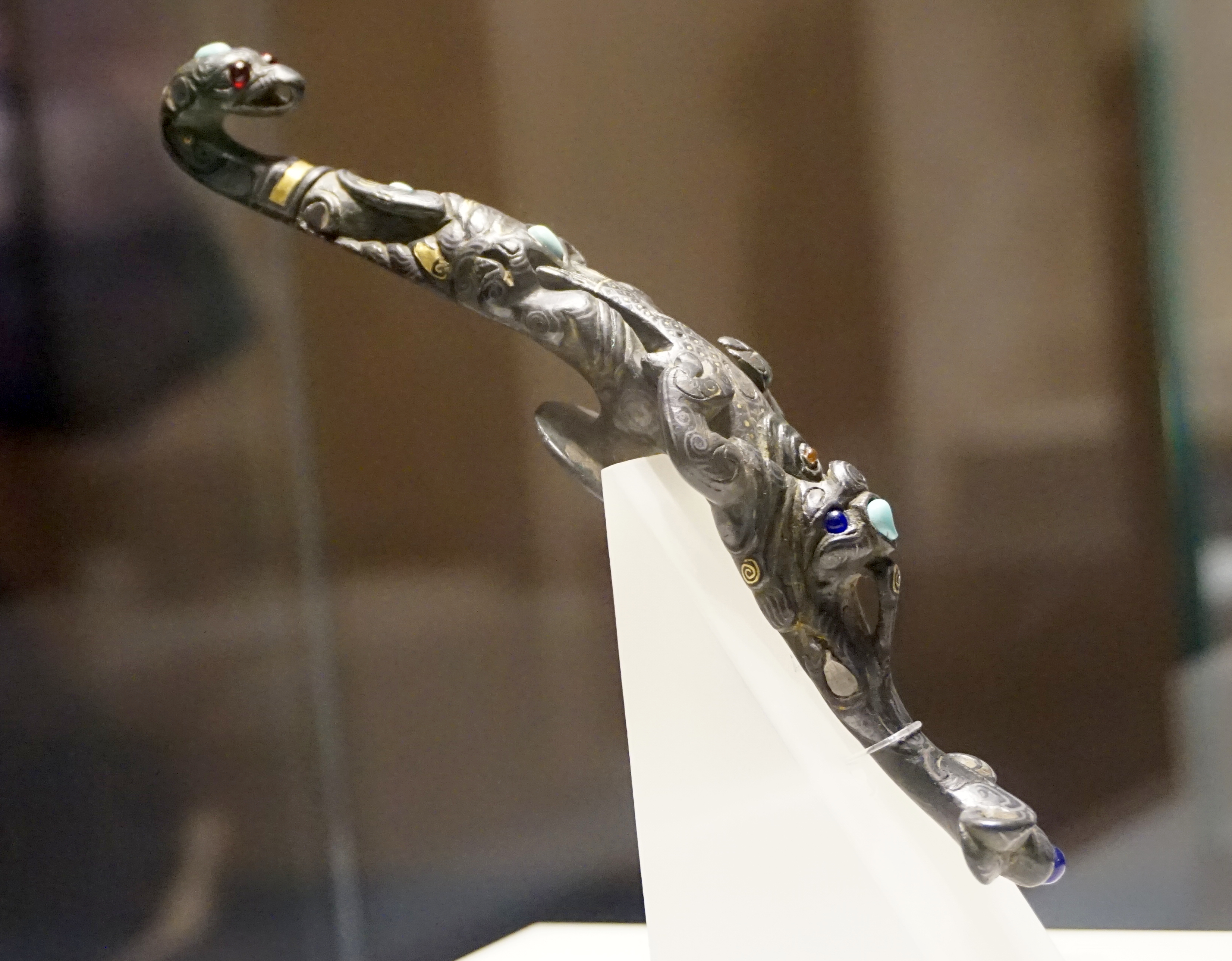
El Bing Wu Shen Gou, un ganxo de cinturó de bronze de Buyeo amb plata i dauradures.

Col·lecció d'art

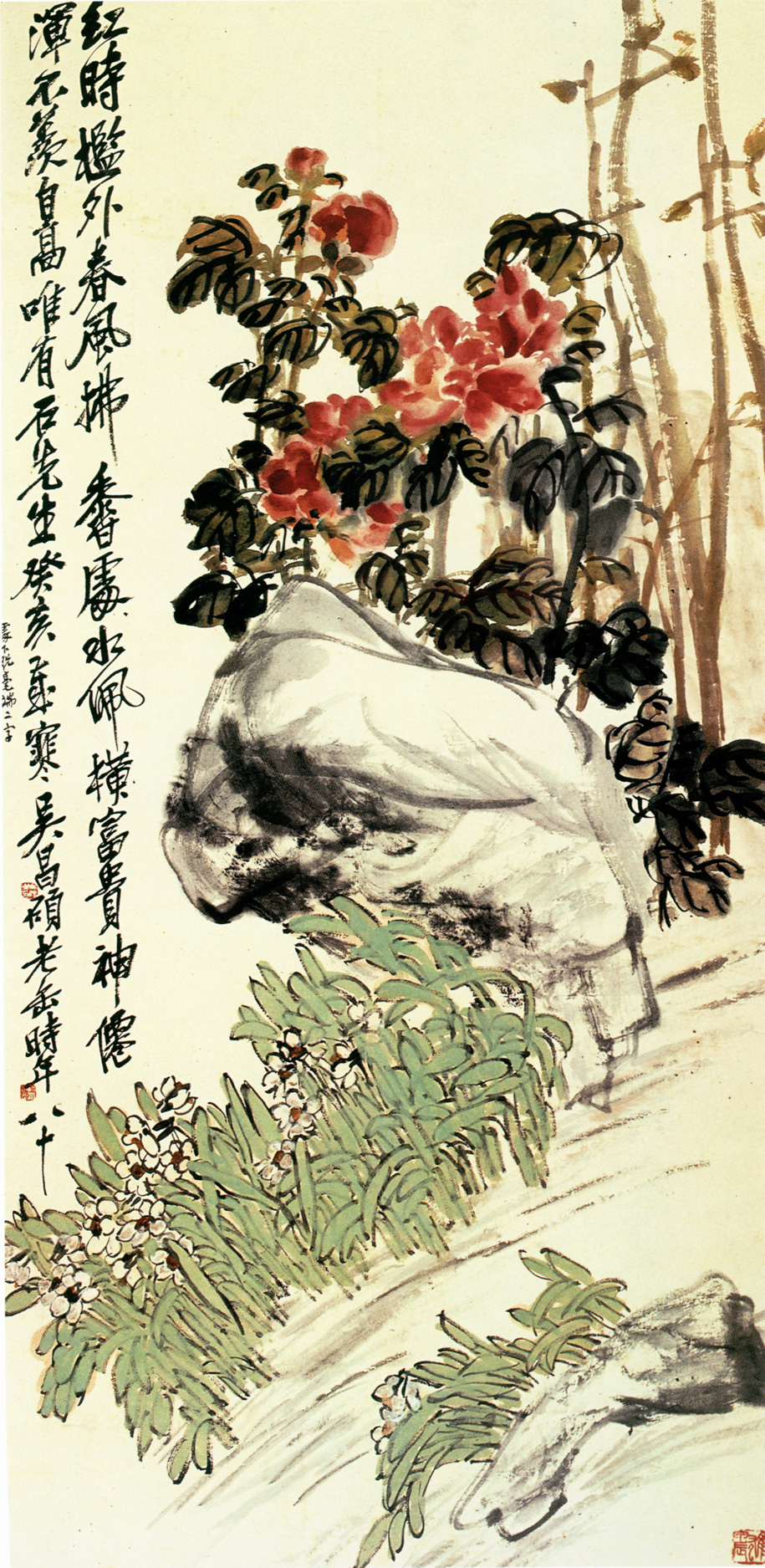
Peònies i narcisos  de l'artista de la dinastia Qing, Wu Changshuo.